# Admiralty List of Lights and Fog Signals
Admiralitní seznam světel a nautofonových signálů (anglicky Admirality List of Lights and Fog Signals) je řada knih, které obsahují informace o majácích, majákových lodích a plovoucích majácích větších než 8 metrů. Série obsahuje také informace o nautofonových (mlhových) signálech a vydává ji Hydrografický úřad Spojeného království.
V knihách je u každého světla uvedeno: 
- mezinárodní číslo,
- umístění nebo název,
- zeměpisné souřadnice,
- charakteristiky světel a mlhových signálů, jako nadmořská výška, dosvit a popis konstrukcí.

Od roku 2013 je k dispozici také digitální verze Admiralty List of Lights and Fog Signals.